# Henri Dierickx
Henri Lievin Dierickx (ur. 13 grudnia 1893) – belgijski zapaśnik walczący w stylu klasycznym. Dwukrotny olimpijczyk. Zajął dziewiąte miejsce w Paryżu 1924 i siedemnaste w Antwerpii 1920. Walczył w wadze koguciej i piórkowej.

## Turniej wAntwerpii 1920
| Konkurencja          | Walki                 | Klas. końcowa |
| Konkurencja          | Przeciwnik I          | Miejsce       |
| -------------------- | --------------------- | ------------- |
| 60 kg styl klasyczny | Eduard Pütsep (EST) P | 17.           |

## Turniej wParyżu 1924
| Konkurencja          | Walki                   | Walki                | Walki                  | Walki                  | Klas. końcowa |
| Konkurencja          | Przeciwnik I            | Przeciwnik II        | Przeciwnik III         | Przeciwnik IV          | Miejsce       |
| -------------------- | ----------------------- | -------------------- | ---------------------- | ---------------------- | ------------- |
| 58 kg styl klasyczny | Herman Andersen (DEN) Z | Mazhar Çakin (TUR) Z | Sven Martinsen (NOR) Z | Ragnvald Olsen (NOR) P | 9.            |